# Albairate
Albairate is een gemeente in de Italiaanse metropolitane stad Milaan (regio Lombardije) en telt 4360 inwoners (31-12-2004). De oppervlakte bedraagt 15,0 km², de bevolkingsdichtheid is 297 inwoners per km².

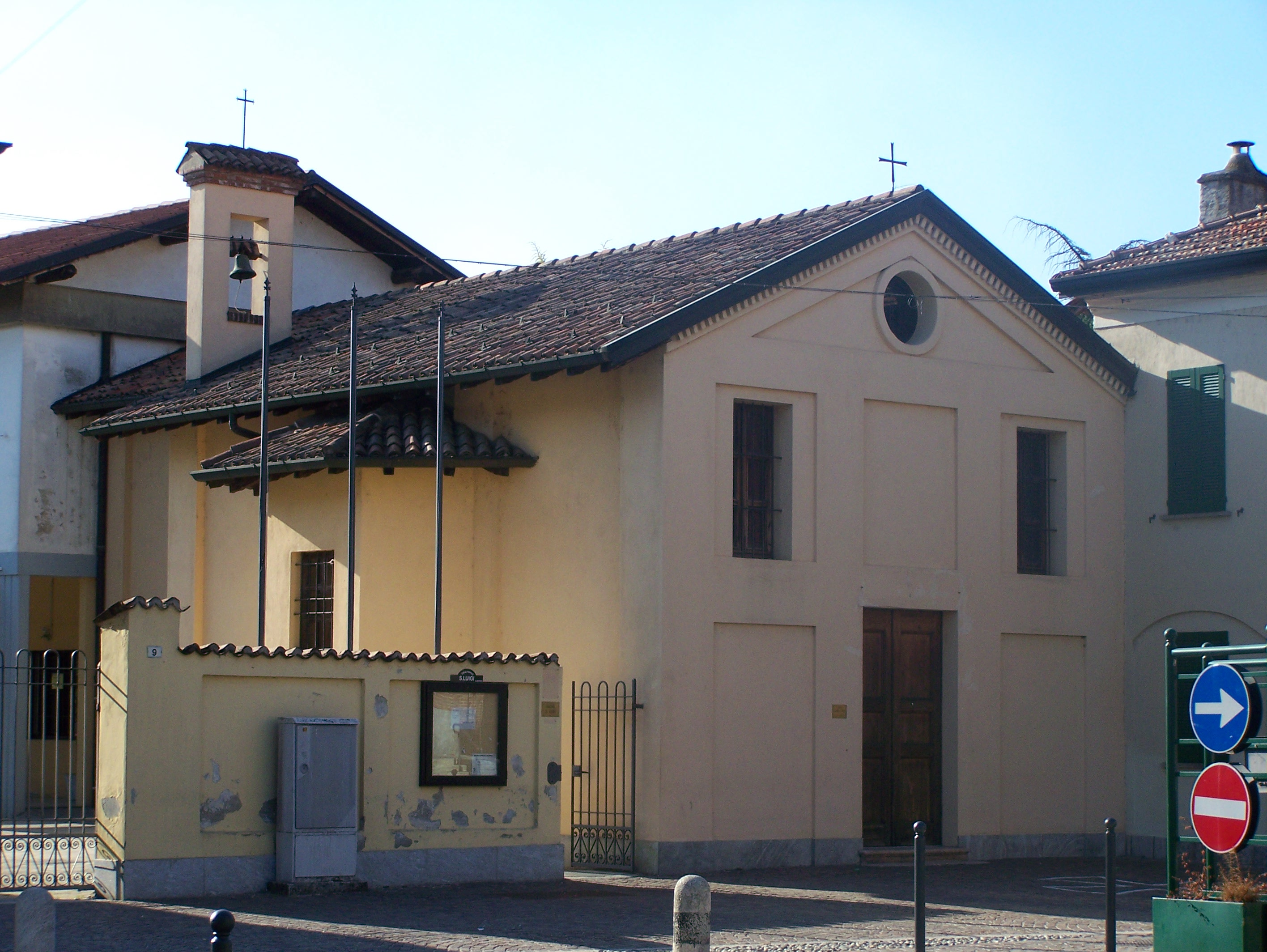
Santa Maria de Bozzis
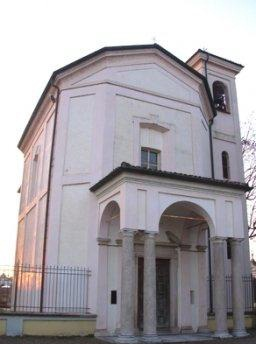
San Bernardo

## Demografie
Albairate telt ongeveer 1711 huishoudens. Het aantal inwoners steeg in de periode 1991-2001 met 24,4% volgens cijfers uit de tienjaarlijkse volkstellingen van ISTAT.
| Jaar | Inwoneraantal |
| ---- | ------------- |
| 1991 | 3335          |
| 2001 | 4148          |

## Geografie
De gemeente ligt op ongeveer 124 m boven zeeniveau.
Albairate grenst aan de volgende gemeenten: Corbetta, Cisliano, Cassinetta di Lugagnano, Gaggiano, Abbiategrasso, Vermezzo.